# Liste belgischer Hoflieferanten
Im Königreich Belgien erhalten Einzelpersonen wie zum Beispiel Inhaber, Direktoren oder Stellvertreter eines Unternehmens den Titel Offizieller Lieferant des Belgischen Hofes (niederländisch De Gebrevetteerde Hofleveranciers van België, französisch Les Fournisseurs Brevetés de la Cour de Belgique).
Die Vereinigung Hoflieferanten des Belgischen Königshauses hat einen Generalsekretär, Yves Callebaut. Er hat seinen Sitz in der Avenue Louise 523 bzw. Louizalaan 523 in Brüssel. Die Vereinigung hat ein Sekretariat namens Sekretariat der Zivilliste seiner Majestät des Königs.
Die nachstehende Tabelle ist sortierbar und nach Kategorie vorsortiert. Die Anschriften der Unternehmen, die in der offiziell zweisprachigen Region Brüssel-Hauptstadt ihren Sitz haben, werden in der nachfolgenden Tabelle aufgrund der Übersichtlichkeit und der überwiegend frankophonen Bevölkerung der Hauptstadtregion lediglich in französischer Sprache wiedergegeben.
| Unternehmen                                                   | Lieferant                                              | Straße/Hausnummer               | PLZ  | Ort                   | Kategorie                         | Website                   |
| ------------------------------------------------------------- | ------------------------------------------------------ | ------------------------------- | ---- | --------------------- | --------------------------------- | ------------------------- |
| Joakim Packaging SRL                                          | Damien de Meeûs d’Argenteuil                           | Avenue Wielemans Ceuppens 182   | 1190 | Forest                | Accessoires                       | joakim.be                 |
| Multipack                                                     | Greg Opdenakker                                        | Olmstraat 11                    | 3118 | Rotselaar             | Accessoires                       | multipack.be              |
| E.G.E. Stienon SRL                                            | Christian Vanden Breede                                | Boulevard Barthélemy 37         | 1000 | Bruxelles             | Audiovisuelle Technik, Multimedia | stienon.be                |
| Nikon Belgium Branch Office of Nikon Europe B.V.              | Maarten Goosens                                        | Noordkustlaan 16A               | 1702 | Groot-Bijgaarden      | Audiovisuelle Technik, Multimedia | nikon.be                  |
| Redcorp SA                                                    | Edward Reich / Patrick Foucart                         | Rue Emile Féron 168             | 1060 | Saint-Gilles          | Audiovisuelle Technik, Multimedia | redcorp.com               |
| Replay SRL                                                    | Stephen Halasz / Andrew Halasz                         | Golden Hopestraat 13            | 1620 | Drogenbos             | Audiovisuelle Technik, Multimedia | sadocolor-duplimedia.be   |
| Sony Belgium                                                  | Bruno Buyssens                                         | Da Vincilaan 7                  | 1935 | Zaventem              | Audiovisuelle Technik, Multimedia | sony.be                   |
| Steylemans SA                                                 | Olivier Steylemans                                     | Boulevard E. Bockstael 412      | 1020 | Bruxelles             | Audiovisuelle Technik, Multimedia | steylemans.be             |
| Bernina Center Brussels                                       | Olivier Bruynincx                                      | Chaussée d’Ixelles 143          | 1050 | Ixelles               | Ausrüstung                        | berninabrussels.be        |
| Clabots SA                                                    | Audrey Clabots                                         | Quai des usines 5–9             | 1000 | Bruxelles             | Ausrüstung                        | clabots.be                |
| Coutellerie A. Jamart                                         | Jean Cielen                                            | Avenue des Croix du Feu 279     | 1020 | Bruxelles             | Ausrüstung                        | augrandrasoir.be          |
| Demeyere Comm. V.                                             | Christophe Demeyere                                    | Atealaan 63                     | 2200 | Herentals             | Ausrüstung                        | demeyere.be               |
| Freddy Sport bv                                               | Freddy Depaepe                                         | Ninoofsesteenweg 315            | 1700 | Dilbeek               | Ausrüstung                        | freddysport.be            |
| Kempeneer W Machines NV                                       | Karen Kempeneer / Koen Lasuy                           | Ninoofsesteenweg 659            | 1701 | Dilbeek               | Ausrüstung                        | kempeneer.be              |
| VPS International NV                                          | Frank Vanpraet                                         | Korte Ridderstraat 15           | 1785 | Merchtem              | Ausrüstung                        | homefitness.be            |
| BMW Belgium Luxembourg NV                                     | Alain Peers                                            | Lodderstraat 16                 | 2880 | Bornem                | Automobil                         | bmw.be                    |
| D’Ieteren SA                                                  | Baron Nicolas D’Ieteren                                | Rue du Mail 50                  | 1050 | Ixelles               | Automobil                         | dieterengroup.com         |
| Jaguar and Land Rover Belux                                   | Filip Verstreken                                       | Generaal Lemanstraat 47         | 2018 | Antwerpen             | Automobil                         | jaguar.be                 |
| Mercedes-Benz Belgium Luxembourg                              | Wolfgang Bremm von Kleinsorgen                         | Tollaan 68                      | 1200 | Woluwe-Saint-Lambert  | Automobil                         | mercedes-benz.be          |
| Anciens Etablissements Goosse SRL                             | Laurent Brogneaux                                      | Rue Lileutige 114               | 4140 | Sprimont              | Beleuchtung, Zubehör              | lustrerie-goosse.be       |
| Crolux                                                        | Jan Crobeck                                            | Sint-Bernardsstraat 25          | 2531 | Boechout              | Beleuchtung, Zubehör              | crolux.com                |
| Euroka                                                        | Damien Lamarche                                        | Rue Bollinckx 15C               | 1070 | Anderlecht            | Beleuchtung, Zubehör              | euroka.be                 |
| Kurve Lichttechniek Waasland bv                               | Rodolf Sax                                             | Frank Van Dyckelaan 1           | 9140 | Temse                 | Beleuchtung, Zubehör              | kurve.be                  |
| Daniel Ost Group NV                                           | Daniel Ost / Nele Ost                                  | Dumortierlaan 141               | 8300 | Knokke-Heist          | Blumen, Pflanzen                  | danielost.be              |
| Jan Spruyt – Van Der Jeugd bv                                 | Nik Spruyt                                             | Mostenveld 30                   | 9255 | Buggenhout            | Blumen, Pflanzen                  | vasteplant.be             |
| Lens Roses bvba                                               | Rudy Velle / Ann Boudolf                               | Redinnestraat 11                | 8460 | Oudenburg             | Blumen, Pflanzen                  | lens-roses.com            |
| Belgian Shell SA                                              | Christophe Vaessen                                     | Cantersteen 47                  | 1000 | Bruxelles             | Brennstoffe                       | shell.be                  |
| Atoma bv                                                      | Chantal Vancanneyt                                     | Itterbeeksebaan 71              | 1700 | Dilbeek               | Briefpapier, Bürozubehör          | atoma.be                  |
| Drifosett Printing                                            | Jean Janssens                                          | Avenue du Four à Briques 5      | 1140 | Evere                 | Briefpapier, Bürozubehör          | drifosett.com             |
| Les Papeteries de France SRL Imprimerie Boreux                | Baron Eric del Marmol                                  | Rue de Livourne 65              | 1050 | Ixelles               | Briefpapier, Bürozubehör          | maisonboreux.be           |
| JML-Concept SA                                                | Jean-Michel Loriers                                    | Rue de la Ferme du Plagniau 149 | 1331 | Rixensart             | Caterer                           | jml.be                    |
| Bouzouk                                                       | Jean-Luc Vandamme                                      | Rue Guillaume Kennis 23         | 1030 | Schaerbeek            | Dienstleistungen                  | –                         |
| Caroline de Pierpont                                          | Caroline de Pierpont                                   | Avenue du Diamant 154           | 1030 | Schaerbeek            | Dienstleistungen                  | –                         |
| Howden Belgium SA                                             | Pascale Van Rhijn                                      | Belgicastraat 1                 | 1930 | Zaventem              | Dienstleistungen                  | –                         |
| N. Salembier Diffusion SA                                     | Luc Deweer                                             | Rue de Wervicq 18               | 7780 | Comines-Warneton      | Dienstleistungen                  | nadine-salembier.com      |
| Pharmacie de la Cour SA                                       | Hassan Khazri                                          | Rue de Namur 76                 | 1000 | Bruxelles             | Dienstleistungen                  | –                         |
| PTZE Porcelain                                                | Anja Meeusen                                           | Scherpenberg 38                 | 2390 | Malle                 | Dienstleistungen                  | ptzeporcelain.com         |
| Smartphoto Group NV                                           | Stef De Corte                                          | Kwatrechtsteenweg 160           | 9230 | Wetteren              | Dienstleistungen                  | smartphotogroup.com       |
| Pearlion s.p.r.l. La Teinturerie De Geest                     | Vincent Mairiaux                                       | Rue de l’Hôpital 41             | 1000 | Bruxelles             | Färbereien                        | –                         |
| Brouwerijen Alken-Maes NV                                     | Marc Josephus Jitta                                    | Blarenberglaan 30 b2            | 2800 | Mechelen              | Getränke                          | alken-maes.be             |
| Cinoco SA                                                     | Gilles Nolet de Brauwere                               | Avenue Robert Schuman 91        | 1400 | Nivelles              | Getränke                          | cinoco.com                |
| Grafe Lecocq SA                                               | Bernard Grafé                                          | Place Saint-Aubain 9            | 5000 | Namur                 | Getränke                          | grafe.be                  |
| J. Thienpont bvba                                             | Jacques Thienpont                                      | Bossenaarstraat 14              | 9680 | Maarkedal             | Getränke                          | thienpontwine.com         |
| Koffie F. Rombouts NV                                         | Xavier Rombouts                                        | Antwerpsesteenweg 136           | 2630 | Aartselaar            | Getränke                          | rombouts.com/             |
| Rabotvins NV                                                  | Jacques De Schepper                                    | Vogelenzang 1                   | 9000 | Gent                  | Getränke                          | rabotvins.com             |
| Spa Monopole SA                                               | Marc du Bois                                           | Rue Auguste Laporte 34          | 4900 | Spa                   | Getränke                          | spa.be                    |
| Stefaan Van den Abeele bv                                     | Stefaan Van den Abeele                                 | Albert Servaesdreef 2           | 9830 | Sint-Martens-Latem    | Getränke                          | –                         |
| Vranken-Pommery Benelux SA                                    | Paul-François Vranken                                  | Square Sainctelette 11–12       | 1000 | Bruxelles             | Getränke                          | vrankenpommery.com        |
| Hotel Le Plaza Brussels SA                                    | Baron van Gysel de Meise                               | Boulevard Adolphe Max 118–126   | 1000 | Bruxelles             | Hotels, Events, Gastronomie       | leplaza-brussels.be       |
| Composil Europe SA                                            | Jean Minne                                             | Avenue Fleming 10               | 1300 | Wavre                 | Instandhaltung, Restaurierung     | composil.eu               |
| Emilie Gonçalves                                              | Emilie Gonçalves                                       | Rue de la Légère Eau 150        | 1420 | Braine-l’Alleud       | Instandhaltung, Restaurierung     | emiliegoncalves.be        |
| Horlogerie Ancienne SRL                                       | Michaël Van Gompen                                     | Rue Archimède 46                | 1000 | Bruxelles             | Instandhaltung, Restaurierung     | horlogerie-ancienne.eu    |
| bpost NV                                                      | Christiaan Peeters                                     | Boulevard Anspach 1             | 1000 | Bruxelles             | Kommunikation, Transport          | bpost.be                  |
| Brussels Airlines SA                                          | Dorothea von Boxberg                                   | Ringlaan 26                     | 1831 | Machelen              | Kommunikation, Transport          | brusselsairlines.com      |
| Nationale Gesellschaft der Belgischen Eisenbahnen (NMBS/SNCB) | Sophie Dutordoir                                       | Rue de France 54                | 1060 | Saint-Gilles          | Kommunikation, Transport          | belgiantrain.be           |
| Proximus SA                                                   | Filip Boterdael                                        | Boulevard Roi Albert II 27      | 1030 | Schaerbeek            | Kommunikation, Transport          | proximus.be               |
| Biscuiterie Jules Destrooper NV                               | Sofie Vandermarliere                                   | Gravestraat 5                   | 8647 | Lo-Reninge            | Lebensmittel                      | julesdestrooper.com       |
| Biscuits Delacre nv/SA                                        | Xavier Danthine                                        | Avenue Emile Van Becelaere 2    | 1170 | Watermael-Boitsfort   | Lebensmittel                      | delacre.com               |
| Boucherie « Au Cochon d’Or »                                  | Alain Saegerman                                        | Avenue d’Alost 1B               | 5580 | Rochefort             | Lebensmittel                      | –                         |
| Boucherie St Hubert SRL                                       | Dimitri Duwé                                           | Avenue de Busleyden 34          | 1020 | Bruxelles             | Lebensmittel                      | –                         |
| Boucherie-traiteur Libotte-Flahaux SRL                        | Anne-Sophie Libotte                                    | Rue de Behogne 18               | 5580 | Rochefort             | Lebensmittel                      | –                         |
| La Petite Ferme                                               | Damien Avalosse                                        | Chaussée de Marche 431          | 5101 | Namur                 | Lebensmittel                      | la-petiteferme.be         |
| Leya SRL – Pâtisserie Biasetto                                | Soukaîna Hafidi                                        | Place Communale 6A              | 1853 | Grimbergen            | Lebensmittel                      | –                         |
| Lobet Roussel SA                                              | Gregory Lobet                                          | Allée de la Recherche 18        | 1070 | Anderlecht            | Lebensmittel                      | lobet.brussels            |
| Moul’Appétit – Au Grand Bleu                                  | –                                                      | Route de Rochefort 241          | 5570 | Beauraing             | Lebensmittel                      | augrandbleu.com           |
| W & H NV                                                      | Tom Van Nieuwenhove                                    | Ravenstraat 55                  | 9255 | Buggenhout            | Lebensmittel                      | wh-vanifood.be            |
| Direct Way SA                                                 | Edward Ghebreal                                        | Budastraat 42                   | 1830 | Machelen              | Limousinenservice, VIP-Reisebusse | directwayworldwide.com    |
| Modern Car Limousine Services SRL                             | Stéphane Bombeek                                       | Kleine Kloosterstraat 17        | 1932 | Zaventem              | Limousinenservice, VIP-Reisebusse | moderncar.com             |
| Intell SA (Filigranes)                                        | Marc Filipson                                          | Avenue des Arts 39–40           | 1040 | Etterbeek             | Literatur, Musik                  | filigranes.be             |
| La boîte à musique SA                                         | Chevalier B. de Wouters d’Oplinter                     | Coudenberg 74                   | 1000 | Bruxelles             | Literatur, Musik                  | laboiteamusique.eu        |
| Piano’s Maene NV                                              | Chris Maene                                            | Industriestraat 42              | 8755 | Ruiselede             | Literatur, Musik                  | maene.be/                 |
| Ambiorix NV                                                   | Peter Vavedin                                          | Prinsenweg 10                   | 3700 | Tongeren              | Mode, Bekleidung                  | ambiorix.be               |
| Buissonnière SA                                               | Christian Goethals                                     | Boulevard de l’Europe 145       | 1300 | Wavre                 | Mode, Bekleidung                  | buissonniere.com          |
| Crossword – JMG SRL                                           | José Bardiau                                           | Avenue Louise 79                | 1050 | Ixelles               | Mode, Bekleidung                  | crosswordbrussels.com     |
| D&R CAMBRE                                                    | Frédéric Van Espen                                     | Avenue Louise 101               | 1050 | Ixelles               | Mode, Bekleidung                  | didieretrosalinde.be      |
| Delvaux Créateur SA                                           | Philippe Fortunato                                     | Boulevard Louis Schmidt 7       | 1040 | Etterbeek             | Mode, Bekleidung                  | delvaux.com               |
| E. J. Binet & Fils SA                                         | Ulfa Neuhausen-Binet                                   | Rue Royale 17–19                | 1000 | Bruxelles             | Mode, Bekleidung                  | maisonbinet.be            |
| Fabienne Delvigne – Abellina SRL                              | Fabienne Collet                                        | Rue André Fauchille 8           | 1150 | Woluwe-Saint-Pierre   | Mode, Bekleidung                  | fabiennedelvigne.be       |
| Giorgio Armani Retail SRL                                     | Livio Proli                                            | Boulevard de Waterloo 28        | 1000 | Bruxelles             | Mode, Bekleidung                  | armani.com                |
| Jumeaux bv                                                    | Philippe en Nicolas Ledegen                            | Bogaerdstraat 1                 | 9200 | Dendermonde           | Mode, Bekleidung                  | jumeaux.be                |
| La Maison Degand                                              | Pierre Degand                                          | Avenue Louise 415               | 1050 | Ixelles               | Mode, Bekleidung                  | maisondegand.com          |
| Meer Couture SRL                                              | Saïd Meer                                              | Chaussée de Waterloo 1163c      | 1180 | Uccle                 | Mode, Bekleidung                  | meercouture.be            |
| Natan SA                                                      | Baron Edouard Vermeulen                                | Avenue Louise 158               | 1050 | Ixelles               | Mode, Bekleidung                  | natan.be                  |
| Oni Onik Fashion Creations bv                                 | Dicky Verstraete-Vanhoutte / Jan Jr. Vanhoutte         | Roeselarestraat 55              | 8840 | Staden                | Mode, Bekleidung                  | oni-onik.be               |
| Savonneries Bruxelloises                                      | Maxime Pecsteen / Maxime de Villenfagne                | Rue Edmond Tollenaere 27        | 1020 | Bruxelles             | Mode, Bekleidung                  | savonnerie.be             |
| Scapa                                                         | Arlette Van Oost                                       | Ruiterijschool 15               | 2930 | Brasschaat            | Mode, Bekleidung                  | scapaworld.com            |
| Vandooren & Compagnie                                         | Eric Van Dooren                                        | Rue de l’Eglise 5A              | 1380 | Lasne                 | Mode, Bekleidung                  | –                         |
| Aquinos Bedding Belgium                                       | Tom De Coene                                           | Diebeke 20                      | 9500 | Geraardsbergen        | Möbel, Dekoration                 | beka.be                   |
| Axel Vervoordt                                                | Axel Vervoordt                                         | St. Jobsteenweg                 | 2970 | Schilde               | Möbel, Dekoration                 | –                         |
| Bougies Gommers SRL                                           | Patrice Feyaerts Gommers                               | Chaussée de Waterloo 994        | 1180 | Uccle                 | Möbel, Dekoration                 | bougiesgommers.be         |
| Burexpo bv                                                    | Pierre Van Damme                                       | Bosstraat 14                    | 1860 | Meise                 | Möbel, Dekoration                 | burexpo.be                |
| Buvetex International NV                                      | Inge Van Impe                                          | Dijle 17A                       | 2800 | Mechelen              | Möbel, Dekoration                 | buvetex.be                |
| Collett & Victor                                              | Julie Collett                                          | Kapelstraat 2                   | 8870 | Izegem                | Möbel, Dekoration                 | collett-victor.com        |
| Dankers Decor                                                 | Eddy Dankers                                           | Nonnenstraat 36                 | 2560 | Nijlen                | Möbel, Dekoration                 | dankers.be                |
| Düher SPRL (Yves Delorme)                                     | Dominique Fremaux                                      | Boulevard de Waterloo 58A       | 1000 | Bruxelles             | Möbel, Dekoration                 | yvesdelorme.com           |
| Ets. Henri Anno SRL                                           | Richard De Cock                                        | Rue de l’Indépendance 9–13      | 1080 | Molenbeek-Saint-Jean  | Möbel, Dekoration                 | etablissementannohenri.be |
| Euro-Mousse bv                                                | Dhr Kim Michiels                                       | Mallaardstraat 37               | 9400 | Ninove                | Möbel, Dekoration                 | euromousse.be             |
| F.I.M. Deco bv                                                | Michel Zelderloo                                       | Avenue de Koekelberg 36         | 1082 | Berchem-Sainte-Agathe | Möbel, Dekoration                 | fimdeco.be                |
| Flamant Design NV                                             | Alex Flamant                                           | Diebeke 33                      | 9500 | Geraardsbergen        | Möbel, Dekoration                 | flamant.com               |
| Francis Dekelver                                              | Francis Dekelver                                       | Rue de Fierlant 169             | 1190 | Forest                | Möbel, Dekoration                 | –                         |
| LF Trading                                                    | Michèle Lievens                                        | Zuidstraat 81                   | 8680 | Koekelare             | Möbel, Dekoration                 | lftrading.be              |
| Libeco-Lagae NV                                               | Raymond Libeert                                        | Tieltstraat 112                 | 8760 | Meulebeke             | Möbel, Dekoration                 | libeco.com                |
| Maison Lachèze & Compagnie SRL                                | Laurent Lachèze                                        | Rue Américaine 170              | 1050 | Ixelles               | Möbel, Dekoration                 | –                         |
| Maisons Hayoit SA                                             | Coralie Waucquez                                       | Rue de la Graignette 10         | 1420 | Braine-l’Alleud       | Möbel, Dekoration                 | maisonhayoit.com          |
| Meubili bv                                                    | Michel Van Weehaeghe                                   | Natiënlaan 291–293              | 8300 | Knokke-Heist          | Möbel, Dekoration                 | meubili.be                |
| Miroiterie J. Leys & Fils SA                                  | Maxime Leys                                            | Clos Saint-Martin 12            | 1083 | Ganshoren             | Möbel, Dekoration                 | miroiterieleys.be         |
| Options Belgique SA                                           | Nils Legein                                            | Rue Lieutenant Lotin 40         | 1190 | Forest                | Möbel, Dekoration                 | options.be                |
| Rentokil NV                                                   | A. van Lidth de Jeude                                  | Ingberthoeveweg 17              | 2630 | Aartselaar            | Möbel, Dekoration                 | rentokil.com              |
| Schleiper SA                                                  | Karin Schleiper                                        | Rue de l’Etang 63               | 1040 | Etterbeek             | Möbel, Dekoration                 | schleiper.com             |
| van Cronenburg bv                                             | Régine Yvergneaux / Peter van Cronenburg               | Logboekstraat 15                | 9000 | Gent                  | Möbel, Dekoration                 | vancronenburg.be          |
| Van Overstraeten bv                                           | R. C. W. Van Overstraeten                              | Postweg 297                     | 1602 | Sint-Pieters-Leeuw    | Möbel, Dekoration                 | van-overstraeten.be       |
| Vervloet SA                                                   | Nicolas Marinus                                        | Rue de la Borne 78              | 1080 | Molenbeek-Saint-Jean  | Möbel, Dekoration                 | vervloet.com              |
| Bodart Opticiens SA                                           | Jordane Georges / Stéphane Bollengier                  | Rue Royale 33                   | 1000 | Bruxelles             | Optiker                           | bodartopticiens.be        |
| Ciel mes bijoux! SA                                           | Patrick Sigal                                          | Rue Ernest Allard 10            | 1000 | Bruxelles             | Schmuck, Medaillen                | –                         |
| Cobimo – Cosyns                                               | Emmanuel Cosyns                                        | Avenue de la Toison d’Or 17A    | 1050 | Ixelles               | Schmuck, Medaillen                | cosyns.be                 |
| De Greef SA                                                   | Arnaud Wittmann                                        | Rue au Beurre 24–26             | 1000 | Bruxelles             | Schmuck, Medaillen                | maisondegreef.com         |
| Leysen Frères SA                                              | Henri Leysen                                           | Place du Grand Sablon 14        | 1000 | Bruxelles             | Schmuck, Medaillen                | leysen.eu                 |
| P. De Greef SPRL                                              | Peter Jansen                                           | Madrasstraat 64/101             | 2000 | Antwerpen             | Schmuck, Medaillen                | p-degreef.com             |
| Wolfers 1812 SA                                               | Paul Emmanuel De Becker Remy                           | Boulevard de Waterloo 1         | 1000 | Bruxelles             | Schmuck, Medaillen                | wolfers.be                |
| Confiserie Leonidas SA                                        | Philippe de Selliers de Moranville                     | Jules Graindorlaan 41–43        | 1070 | Anderlecht            | Schokolade                        | leonidas.com              |
| Galler Chocolatiers SA                                        | Salvatore Iannello                                     | Rue de la Station 39            | 4051 | Chaudfontaine         | Schokolade                        | galler.com                |
| Godiva Belgium SRL                                            | Brigitte Temmerman                                     | Rue des Vétérinaires            | 1070 | Anderlecht            | Schokolade                        | godiva.eu                 |
| Mary NV                                                       | Olivier Borgerhoff                                     | Avenue de Rusatira 12           | 1083 | Ganshoren             | Schokolade                        | mary.be                   |
| Neuhaus NV                                                    | Valérie Paquot                                         | Postweg 2                       | 1602 | Sint-Pieters-Leeuw    | Schokolade                        | neuhauschocolates.com     |
| Pâtisserie Wittamer & Co SA                                   | Christophe Hureaux / Carlos de Meester de Betzenbroeck | Place du Grand Sablon 12        | 1000 | Bruxelles             | Schokolade                        | wittamer.com              |
| Pierre Marcolini Group                                        | Pierre Marcolini                                       | Rue du Bassin Collecteur 4      | 1130 | Bruxelles             | Schokolade                        | marcolini.com             |
| Van Dender chocolates bv                                      | Herman Van Dender                                      | Robert Dansaertlaan 17J         | 1702 | Groot-Bijgaarden      | Schokolade                        | vandender.com             |
| Ceran SA                                                      | Jean de Villeneuve Bargemont                           | Avenue des Petits Sapins 34     | 4900 | Spa                   | Schulungswesen                    | ceran.com                 |
| Manufar                                                       | Kurt Selleslagh                                        | Avenue Georges Henri 389        | 1200 | Woluwe-Saint-Lambert  | Sicherheit                        | manufar.be                |
| Mertens SRL                                                   | Thierry Mertens                                        | Rue Berthelot 133               | 1190 | Forest                | Silberrestaurierung, Vergoldung   | mertens.brussels          |
| A & B Serneels SRL                                            | Brigitte et Alain Serneels                             | Avenue Louise 69                | 1050 | Ixelles               | Spielwaren                        | serneels.be               |
| Belgium Kitesurf Association                                  | Jérôme Nameche                                         | Avenue des Taillis 13           | 1170 | Watermael-Boitsfort   | Wassersport                       | kitesurfeur.be            |
| Lakeside Paradise                                             | Frank Vanleenhove                                      | Duinenwater 41                  | 8300 | Knokke-Heist          | Wassersport                       | lakesideparadise.be       |
| Surfers Paradise                                              | Frank Vanleenhove                                      | Zeedijk-Het Zoute               | 8300 | Knokke-Heist          | Wassersport                       | surfersparadise.be        |